# Tiago Moreira de Sá
Tiago da Mota Veiga Moreira de Sá, né le 12 janvier 1971 à Lisbonne, est un universitaire et homme politique portugais, membre du parti Chega. Il est professeur à l'université nouvelle de Lisbonne et chercheur à l'Institut portugais des relations internationales.
Il est député à l'Assemblée de la République de 2022 à 2024 et député européen depuis 2024.

## Carrière académique
Diplômé en sciences de la communication – option journalisme – en 1995, il obtient un doctorat en histoire des relations internationales à l'ISCTE en 2008, avec une thèse intitulée « Les États-Unis d'Amérique et la démocratie portugaise ».
Il est professeur associé à l'université nouvelle de Lisbonne - Faculté des sciences sociales et humaines, où il enseigne plusieurs matières liées aux relations internationales, et chercheur intégré à l'Institut portugais des relations internationales (IPRI)., ayant déjà participé à plusieurs projets de recherche tels que « La démocratie en temps de crise : pouvoir et discours dans un jeu à trois niveaux » ou « Histoire des relations Portugal – États-Unis d'Amérique : 1776-2015 ».

## Carrière politique
Moreira de Sá rejoint le Parti social-démocrate (PSD) dans les années 1990. Après la victoire de Rui Rio aux élections directes du PSD, il occupe les postes de président de la commission des relations internationales et de coordinateur de la section des affaires étrangères du Conseil stratégique national (CEN) du parti,.
En 2022, il est élu député du PSD à l'Assemblée de la République pour la XVe législature.
En avril 2024, il rejoint la liste Chega pour les élections au Parlement européen, en deuxième position. Tiago est décrit par le conseil d'administration de Chega comme un grand renfort pour les élections européennes, en raison de son travail à l'Assemblée de la République, en tant que membre de la commission des affaires étrangères. Après son élection, il rejoint le groupe des Patriotes pour l'Europe.